# Dorothy Boyd
Dorothy Boyd (* 14. April 1907 in Sanderstead, nach anderen Angaben 8. Mai 1907 in Croydon Surrey; † 1996) war eine britische Filmschauspielerin.

## Leben
Ihr Filmdebüt hatte sie 1926 in The Veteran, sie spielte in jenem Jahr noch in zwei weiteren Filmen des Regisseurs Hugh Croise. Auch in den verbleibenden Jahren der 1920er Jahre hatte sie Hauptrollen in Stummfilmen, darunter in George Pearsons Love’s Option (1928). Neben den Stars Ivor Novello und Mabel Poulton trat sie in Adrian Brunels The Constant Nymph und Easy Virtue von Alfred Hitchcock (beide 1928) auf.
In den 1930er Jahren erreichte ihre Karriere den Höhepunkt, sie spielte überwiegend Hauptrollen, auch neben Stars wie Laurence Olivier und Henry Edwards. Zu ihren Filmen gehören Produktionen von George Pearson, Maclean Rogers, Lupino Lane, George King.
Bereits 1940 hatte sie ihre letzte Rolle in Maclean Rogers’ Shadowed Eyes.

## Weblink
- Dorothy Boyd bei IMDb